# Clubiona yoshidai
Clubiona yoshidai là một loài nhện trong họ Clubionidae.
Loài này thuộc chi Clubiona. Clubiona yoshidai được miêu tả năm 1989 bởi Hayashi.